# Salix koriyanagi
Salix koriyanagi es una especie de sauce perteneciente a la familia de las salicáceas. Es nativa de Asia.

## Descripción
Es un arbusto con ramillas rojizas o rojo púrpura, delgadas, glabras. Brotes rojo púrpura, rara vez de color marrón amarillento, ovoides. Las hojas opuestas, rara vez alternas, finamente curtidas, pecíolo de 2-5 mm, hojas oblanceoladas o linear-oblanceoladas, de 5-10 × 0.6-1.5 cm, glabras, el envés pálido, el haz verde, la base cuneada, el margen proximal entero, serrulado distal, el ápice acuminado o agudo, Floración precoz con amentos contrarios, rara vez alternos, finamente cilíndricos, de 2-3 cm × 3-4 mm, sésiles.
Es similar a Salix integra con las ramillas jóvenes de color rojo púrpura; la lámina de la hoja más larga y estrecha; las brácteas de color negro. Similar también a la especie, principalmente europea Salix purpurea Linnaeus, pero las ramitas jóvenes, las yemas de invierno, y los pecíolos son de color rojo violáceo.

## Distribución
Se encuentra en Japón y Corea.

## Taxonomía
Salix koriyanagi fue descrita por Kimura ex Goerz y publicado en Salic. Asiat. 1: 17, en el año 1831.
Sinonimia
- Salix purpurea var. japonica Nakai[3]

Etimología
Salix: nombre genérico latino para el sauce, sus ramas y madera.
koriyanagi: epíteto